# Starboy (Sevn Alias)
Starboy is een lied van de Nederlandse rapper Sevn Alias. Het werd in 2021 als single uitgebracht.

## Achtergrond
Starboy is geschreven door Sevaio Mook, Bryan du Chatenier en Rangel Silaev en geproduceerd door Trobi. Het is een nummer dat past in het genre nederhop met effecten uit de reggaeton en reggae. In het lied zingt Sevn Alias over een meisje dat hij leuk vindt en die waarschijnlijk wel met een starboy zoals hij wil zijn. Een starboy wordt door Sevn Alias omschreven als een succesvol persoon met veel geld. 

## Hitnoteringen
De artiest had bescheiden succes met het lied in Nederland. Het stond op de 74e plaats van de Single Top 100 in de enige week dat het in deze hitlijst te vinden was. De Top 40 en haar Tipparade werden niet bereikt. 